# Olidata
Olidata es una empresa fabricante de sistemas computacionales y de tecnologías de la información italiana. Fue fundada el 29 de abril de 1982 en Cesena, Italia por Carlo Rossi y Adolfo Savini como una sociedad de responsabilidad limitada. La empresa se especializa en desarrollo de software. Las divisiones de software de contabilidad y software administrativo fueron vendidas a Olivetti
En 1990 se incorporó a la distribución a gran escala con su línea de productos y opera en el sector público y privado. En 1999 Olidata cotiza en la bolsa de valores de Milán.
Olidata es uno de los mayores fabricantes de hardware computacional de Italia. La empresa también fabrica televisores LCD. En abril de 2008, Olidata anunció la producción de su JumPc, una versión modificada de la Classmate PC de Intel.
En 2009, Acer adquirió el 29.9% de Olidata.
En diciembre de 2010, la dirección de la empresa fue confiada a Marco Sangiorgi, director general del grupo y nieto del cofundador Carlo Rossi. En 2013 se puso en marcha el proyecto ICT in a BOX a través de la comercial Data Polaris especializada en el alquiler de equipos tecnológicos a pymes.
El 25 de marzo de 2016, el consejo de administración ordenó la liquidación de la sociedad que estaba confiada a Riccardo Tassi y, en consecuencia, a partir del 29 de marzo se suspendió indefinidamente su cotización en Bolsa.
Tras un largo trabajo de reestructuración, la junta de accionistas de 13 de abril de 2018 resuelve la revocación del estado liquidativo transcrito en el registro de sociedades el 20 de abril y que entró en vigor el 21 de junio tras la conclusión de la ampliación de capital de 3,5 millones de euros. También en junio de 2018, la empresa firma un acuerdo de asociación con Medion AG (de Lenovo), entre las empresas líderes en el sector de la electrónica de consumo, para operar tanto en su mercado tradicional como para codesarrollar y abordar soluciones y plataformas para el mercado del internet de las cosas, queriendo convertirse en una plataforma de agregaciones en Europa en el sector. En el mismo período, adquirió Italdata, una empresa de ingeniería fundada en 1974 por Stet y Siemens y especializada en ciudades inteligentes y movilidad urbana.
En septiembre de 2018, la empresa reanudó su actividad con el portátil Medion distribuido en las tiendas Eurospin.